# The Notorious Mrs. Sands
The Notorious Mrs. Sands er en amerikansk stumfilm fra 1920 af Christy Cabanne.

## Medvirkende
- Bessie Barriscale som Mary Ware
- Forrest Stanley som Ronald Cliffe
- Dorothy Cumming som Dulcie Charteris
- Harry Myers som Grey Sands
- Ben Alexander